# Gruppo di NGC 192
Il gruppo di NGC 192 contiene almeno 6 galassie situate nella costellazione della Balena: NGC 173, NGC 192, NGC 196, NGC 197, NGC 201 e NGC 237.
Quattro delle galassie di questo gruppo (NGC 192, NGC 196, NGC 197 e NGC 201) sono incluse anche nella raccolta Hickson Compact Group (HGC), dove sono registrate con il numero HCG 7.

## Membri
Le galassie componenti il gruppo, elencate nell'articolo di Garcia, sono le seguenti:
| Nome    | Classificazione | Tipo               | AR (J2000.0)  | δ (J2000.0)  | Velocità radiale (km/s) | Magnitudine apparente | Distanza (Mpc) | Dimensioni (kal) |
| ------- | --------------- | ------------------ | ------------- | ------------ | ----------------------- | --------------------- | -------------- | ---------------- |
| NGC 173 | SA(rs)c         | Spirale            | 00h 37m 12.5s | 01° 56′ 32″  | 4366 ± 5                | 12,7                  | 59,3 ± 4,2     | 219              |
| NGC 192 | (R')SB(r)a?     | Spirale barrata    | 00h 39m 13.4s | 00° 51′ 52″  | 4133 ± 2                | 12,6                  | 55,9 ± 3,9     | 136              |
| NGC 196 | SB0 pec?        | Lenticolare        | 00h 39m 17.8s | 00° 54′ 46″  | 4255 ± 24               | 12,9                  | 57,5 ± 4,0     | 93               |
| NGC 201 | SAB(r)c         | Spirale intermedia | 00h 39m 34.9s | 00° 51′ 36″  | 4415 ± 19               | 12,9                  | 59,4 ± 4,2     | 122              |
| NGC 237 | SAB(rs)cd       | Spirale intermedia | 00h 43m 27.8s | -00° 07′ 30″ | 4175 ± 6                | 13,0                  | 56,5 ± 4,0     | 98               |
| NGC 197 | (R)SB(rs)bc?    | Spirale barrata    | 00h 39m 18.8s | 00° 53′ 31″  | 4121 ± 18               | 14,1                  | 55,5 ± 3,9     | 79               |

Il sito DeepskyLog permette di trovare le galassie citate nella tabella utilizzando il loro nome; in alternativa, le galassie possono essere individuate in base alle loro coordinate celesti. Salvo dove diversamente indicato, i dati provengono dal sito NASA/IPAC.